# Sculteti Severin
Sculteti Severin (Alsólehota, 1550 – Bártfa, 1600. június 30.) evangélikus esperes.

## Élete
Születésének éve nem ismert, helye pedig bizonytalan. 1565-ben Bártfára ment tanulni, ahol 1573-ban az iskola lektora lett. 1575-ben Breznóbányára került rektornak, majd 1576-tól Eperjesre, majd 1584-től ismét Bártfán töltötte be ezt a tisztséget. 1590-ben visszatért újra Eperjesre tért vissza rektornak. 1591-ben a bártfai egyház lelkészének választotta és e hivatalára Grazban akarván magát felavattatni, a Dunántúlon járt, egyik főrészese volt a csepregi kollokviumnak. Ez év nyarán elfoglalván hivatalát, 1593. október 5-én az öt szabad királyi városi egyházmegye esperessé választotta. Jelentékeny részt vett a kriptokálvinisták elleni küzdelemben.

## Művei
- Examen thesium et regularum zwinglianarum de coena Domini. Bartphae, 1586 (Wagner Mártonnal és Fábri Tamással együtt)
- Jubilaeum Bartphense. Uo. 1586 (ugyanazokkal együtt)
- Erotemata De Communicatione Idiomatum, hoc est proprietatum Diuinae & Humanae naturae in una individua persona Christi: De Finientia Ex Verbo Dei manifesto & testimoniis Antiquitatis perspicuis, quid certo credendum sit de hac doctrina difficilima, & tamen ad salutem scitu necessaria, praesertim bis periculosis mundi temporibus: Accomodata Ad Praesentia certamina intra proximos paucos annos mota, & ad captum iuventutis ... Uo. 1593
- Υπομνημα Sive Admonitio Brevis Ad Christianos Regni Vngarici Cives, De Asserenda et retinenda Veteri seu Avita vere Christiana doctrina, in Confessione Augustana comprehensa: Oppositum nouae ac impiae Theologiae Vngaricorum Caluinistarum, imprimis ipsorum, (falso sic dictae) Panarmoniae Iesu Christi & Caluini, & c. editae anno 1599. sub nomine Stephani Göntzini, contra Bellum Caluinianum M. Alberti Graweri, &c. Auctore ... Uo. 1599

Gyászénekeket írt a Gradeczi Horváth Gergely halálára és bevezetést a Grawer Albert: Bellum J. Calvini et Jesu Christi (1597.) c. munkájába. Wagner Jakabbal és Fábri Tamással együtt sajtó alá rendezte Wagner Mártonnak Apologia examinis ecclesiae et scholae Bartphensis (Bártfa, 1590) c. munkáját.
Egyes feltételezések szerint ő fordította le a bártfai katekizmust, amely az első szlovák nyelvű nyomtatott keresztény könyv.